# Vierge à l'Enfant entourée d'anges et de saints
La Vierge à l'Enfant entourée d'anges et de saints est un dessin à la plume et encre brune réalisé en 1521 par Albrecht Dürer, peintre et graveur de la Renaissance allemande, conservé au musée Condé à Chantilly.

## Histoire
La Vierge aux saints est le projet à la fois le plus énigmatique de Dürer et celui pour lequel le plus grand nombre de dessins sont conservés, qui l'occupe dans les années 1521-1522 et qui aurait pu devenir, selon les mots de Heinrich Wölfflin, l'œuvre peinte la plus importante de l'artiste. Outre des études de têtes et de drapés, la plupart exécutées à la pierre noire ou à la pointe de métal sur papier préparé vert, un ensemble de cinq esquisses à la plume documentent ce projet, et notamment l'évolution de sa composition.
La feuille de Chantilly tient une place à part dans ce groupe, tant par son style et par le nombre plus réduit de figures que par sa date. Le dessin est en effet à situer au tout début de l'élaboration du projet, précédant les quatre autres esquisses aujourd'hui partagées entre le musée du Louvre et le musée Bonnat-Helleu à Bayonne. Dans celles-ci, un nombre plus important de saints et d'autres figures (jusqu'à dix-neuf) entourent la Vierge et l'Enfant assis sur un trône, qui sont disposés de manière plus strictement symétrique ; le décor architectural y est moins ambitieux ; dans deux d'entre elles, une donatrice en admiration est agenouillée à la gauche de la Vierge ; dans les deux esquisses datées de 1522, le format du tableau devient vertical.
Le dessin de Chantilly est suivi par un dessin aujourd'hui perdu, mais dont deux copies anciennes nous sont parvenues (musée du Louvre, Palazzo Rosso à Gênes). Ces deux feuilles reprennent à l'identique l'angelot musicien situé à gauche dans la composition de Chantilly, et elles sont caractérisées par leur manière très soignée, avec des hachures abondantes, que Dürer abandonne complètement dans les quatre dessins postérieurs. On peut supposer que le dessin du musée Condé et le dessin perdu ont été tracés l'un juste après l'autre, en 1521. Comme l'avait remarqué David Mandrella, le filigrane du premier, presque exclusivement repéré dans du papier utilisé aux Pays-Bas et dans la région occidentale d'Allemagne, prouve qu'ils doivent dater d'avant le départ de Dürer des Pays-Bas, en juillet 1521. Les deux autres esquisses de compositions horizontales, et certaines des études en papier vert, pourraient également avoir été faites aux Pays-Bas, tandis que d'autres études et les esquisses verticales de Bayonne sont datées quant à elles de 1522, c'est-à-dire bien après le retour à Nuremberg.
En rentrant à Nuremberg, Dürer semble avoir tenté de refondre le projet, mais il n'aboutit à rien.

## Problématique de l'identité de la donatrice
Les racines néerlandaises du projet posent la question de l'identité de la donatrice présente dans deux des esquisses. À en juger par l'importance du projet et par le soin apporté par Dürer à sa préparation, il ne peut que s'agir d'une personne de premier rang, et vraisemblablement d'une religieuse ou d'une veuve, puisqu'elles sont représentées sans époux. Certains traits ne peuvent correspondre à beaucoup de femmes résidant aux Pays-Bas à l'époque : on a récemment avancé le nom de Marguerite d'Autriche, tante de Charles Quint et régente des Pays-Bas pendant le voyage de Dürer, dont l'artiste tentait d'obtenir la faveur. Bibliophile et grande collectionneuse d'art, elle parait être la seule aux Pays-Bas à être digne du projet. Il semble qu'il ne s'agisse pas d'une commande par la régente, mais d'une initiative de l'artiste, qui espère que Marguerite la recevra avec enthousiasme. Il est néanmoins bien déçu : à la fin de son journal, il note qu'il n'a recueilli aux Pays-Bas que des préjudices, « et spécifiquement de Madame Marguerite, qui ne m'a rien donné pour ce que je lui ai donné et ce que j'ai fait pour elle ».